# NGC 130
NGC 130 (również PGC 1794) – galaktyka soczewkowata znajdująca się w gwiazdozbiorze Ryb. Odkrył ją 4 listopada 1850 roku Bindon Stoney – asystent Williama Parsonsa.